# Танґо смерті (роман)
«Танґо смерті» — роман українського письменника Юрія Винничука, вперше опублікований 2012 року у видавництві «Фоліо» (Харків). Роман було відзначено премією Книга року BBC за 2012 рік.

## З видавничої анотації
Події у романі «Танґо смерті» розгортаються у двох сюжетних зрізах. У довоєнному Львові та під час Другої світової війни четверо друзів — українець, поляк, німець і єврей, батьки яких були бійцями армії УНР і загинули у 1921 році під Базаром, — переживають різноманітні пригоди, закохуються, воюють, але за будь-яких катаклізмів не зраджують своєї дружби.
Паралельно у наші дні відбуваються інші події з іншими героями. І не лише у Львові, але й у Туреччині. Обидві сюжетні лінії сходяться докупи у несподіваному фіналі.

## Відгуки
Андрій Любка: «Отримавши змогу стати першим читачем роману „Танґо смерті“ в рукописі, мушу визнати, що з його появою маємо тепер українського Умберто Еко та ще й з нотками Борхеса. В тканині твору і трагізм, і гумор, і любовна та детективна інтрига, і цілі сторінки енциклопедичних знань та переказів, описати довоєнний Львів так живо, так смачно — для цього треба було оволодіти неабиякою майстерністю і неабиякими знаннями. Українцям текст у такому історичному світлі давно був потрібен».

## Нагороди
- 2012 — «Книга року BBC 2012» (перемога)[4]
- 2013 — «Книжка року — 2012» у номінації «Красне письменство», категорія «Сучасна українська проза/есеїстика/драматургія» (номінація)[5][6].